# Ángela Rodríguez Martínez
Ángela Rodríguez Martínez, aussi connue comme « Pam », née le 2 octobre 1989 à Pontevedra, est une femme politique espagnole membre de Podemos.
Elle est élue députée de la circonscription de Pontevedra lors élections générales de décembre 2015 et de juin 2016.

## Biographie

### Formation et profession
Ángela Rodríguez Martínez est titulaire d'une licence en philosophie et d'un diplôme en pensée contemporaine. Elle est compétente en investigation et création d'art contemporain.

### Députée au Congrès
Dans l'optique des élections générales de décembre 2015, elle concourt en deuxième position sur la liste présentée par la coalition En Marea dans la circonscription de Pontevedra où sept sièges sont à pourvoir. Élue au Congrès des députés, elle est membre de la commission de la Santé et des Services sociaux, de celle du Règlement, de celle des Politiques d'intégration du handicap et occupe les fonctions de deuxième vice-présidente de la commission de l'Égalité, dont elle est également porte-parole adjointe au nom de son groupe parlementaire. Réélue lors des élections anticipées de juin 2016, elle conserve ses fonctions à la commission de l'Égalité, devient porte-parole adjointe de son groupe à la commission de la Santé, de la Consommation et du Bien-être social à partir de juin 2018, et est choisie comme deuxième vice-présidente de la commission du Suivi et de l'Évaluation des accords du Pacte de Tolède au même moment.
Elle se représente en deuxième position sur la liste de Yolanda Díaz dans la même circonscription lors des élections générales d'avril 2019 et de novembre 2019 mais n'est pas réélue dans un contexte de baisse généralisée de Podemos.

### Secrétaire d'État à l'Égalité
Devenue conseillère de cabinet au sein du ministère de l'Égalité après la nomination d'Irene Montero à ce poste ministériel dans le gouvernement de coalition avec les socialistes, Ángela Rodríguez est nommée secrétaire d'État à l'Égalité et contre la Violence de genre en octobre 2021 après le retrait de Noelia Vera de la vie politique.